# Julianów (osada w powiecie jędrzejowskim)
Julianów – osada w Polsce położona w województwie świętokrzyskim, w powiecie jędrzejowskim, w gminie Słupia.
W latach 1975–1998 miejscowość administracyjnie należała do województwa kieleckiego.